# Governo De Broglie I
Il Governo De Broglie I è stato in carica dal 25 maggio al 24 novembre 1873, per un totale di 5 mesi e 30 giorni.
Fu il primo governo monarchico della Terza Repubblica francese. Nominalmente guidato dal popolare neo-Presidente Patrice de Mac-Mahon, eroe della Guerra di Crimea e della Seconda guerra d'Italia, questi affidò come da prassi la guida del governo all'aristocratico Orléanista Albert de Broglie, con lo scopo di preparare il restauro della monarchia in Francia.
La nascita dell'esecutivo, composto da notabili e aristocratici conservatori sconosciuto alle masse, fu ben accolta dai ceti imprenditoriali tanto che la Borsa di Parigi registrò al suo insediamento un notevole rialzo.
I rapporti tra la destra legittimista e quella Orléanista non furono mai facili, a causa della disputa sulla successione monarchica. In seguito al rifiuto del Presidente Mac-Mahon di incontrare il pretendente favorito, il legittimista Conte di Chambord, per rispetto della sua carica istituzionale (pur essendo un legittimista dichiarato), il governò entrò in una crisi che terminò con le dimissioni di De Broglie il 24 novembre 1873, che venne tuttavia riconfermato e incaricato di formare un nuovo esecutivo 2 giorni dopo.

## Consiglio dei Ministri
Il governo, composto da 9 ministri, vedeva partecipi:
| Carica                                    | Ritratto | Titolare | Titolare                        | Partito       | Durata             |
| ----------------------------------------- | -------- | -------- | ------------------------------- | ------------- | ------------------ |
| Presidente del Consiglio dei Ministri     |          |          | Patrice de Mac-Mahon            | Destra        | Dal 25 maggio 1873 |
| Vicepresidente del Consiglio dei Ministri |          |          | Albert de Broglie               | Centro-destra | Dal 25 maggio 1873 |
|                                           |          |          |                                 |               |                    |
| Ministro degli Affari Esteri              |          |          | Albert de Broglie               | Centro-destra | Dal 25 maggio 1873 |
| Ministro degli Interni                    |          |          | Charles Ernest Beulé            | Centro-destra | Dal 25 maggio 1873 |
| Ministro della Giustizia                  |          |          | Jean Ernoul                     | Destra        | Dal 25 maggio 1873 |
| Ministro della Guerra                     |          |          | François Charles du Barail      | Militare      | Dal 25 maggio 1873 |
| Ministro delle Finanze                    |          |          | Pierre Magne                    | Centro-destra | Dal 25 maggio 1873 |
| Ministro della Marina e Colonie           |          |          | Charles de Dompierre d'Hornoy   | Militare      | Dal 25 maggio 1873 |
| Ministro della Pubblica Istruzione        |          |          | Anselme Batbie                  | Centro-destra | Dal 25 maggio 1873 |
| Ministro dei Lavori Pubblici              |          |          | Alfred Deseilligny              | Centro-destra | Dal 25 maggio 1873 |
| Ministro dell'Agricoltura                 |          |          | Joseph Roullet de La Bouillerie | Destra        | Dal 25 maggio 1873 |